# NGC 3310
NGC 3310 est une galaxie spirale intermédiaire de grand style située dans la constellation de la Grande Ourse. Elle a été découverte par l'astronome germano-britannique William Herschel en 1789.

## Caractéristiques
La vitesse par rapport de NGC 3310 par rapport au fond diffus cosmologique est de 1 173 ± 13 km/s, ce qui correspond à une distance de Hubble de 17,31 ± 1,23 Mpc (∼56,5 millions d'al).
À ce jour, huit mesures non basées sur le décalage vers le rouge (redshift) donnent une distance de 13,100 ± 3,229 Mpc (∼42,7 millions d'al), ce qui est légèrement à l'extérieur des valeurs de la distance de Hubble. Puisque cette galaxie est relativement rapprochée du Groupe local, il est probable que cette valeur soit plus près de la distance réelle de NGC 3310. Notons que c'est avec la valeur moyenne des mesures indépendantes, lorsqu'elles existent, que la base de données NASA/IPAC calcule le diamètre d'une galaxie.
La classe de luminosité de NGC 3310 est II-III et elle présente une large raie HI. Elle renferme également des régions d'hydrogène ionisé. Selon la base de données Simbad, NGC 3310 est une galaxie à noyau actif.
La luminosité de la galaxie NGC 3310 dans l'infrarouge lointain (de 40 à 400 µm)  est égale à 2,28 × 1010 {\displaystyle L_{\odot }} (1010,45{\displaystyle L_{\odot }}) et sa luminosité totale dans l'infrarouge (de 8 à 1 000 µm) est de 4,07 × 1010 {\displaystyle L_{\odot }} (1010,61{\displaystyle L_{\odot }}).

## Morphologie

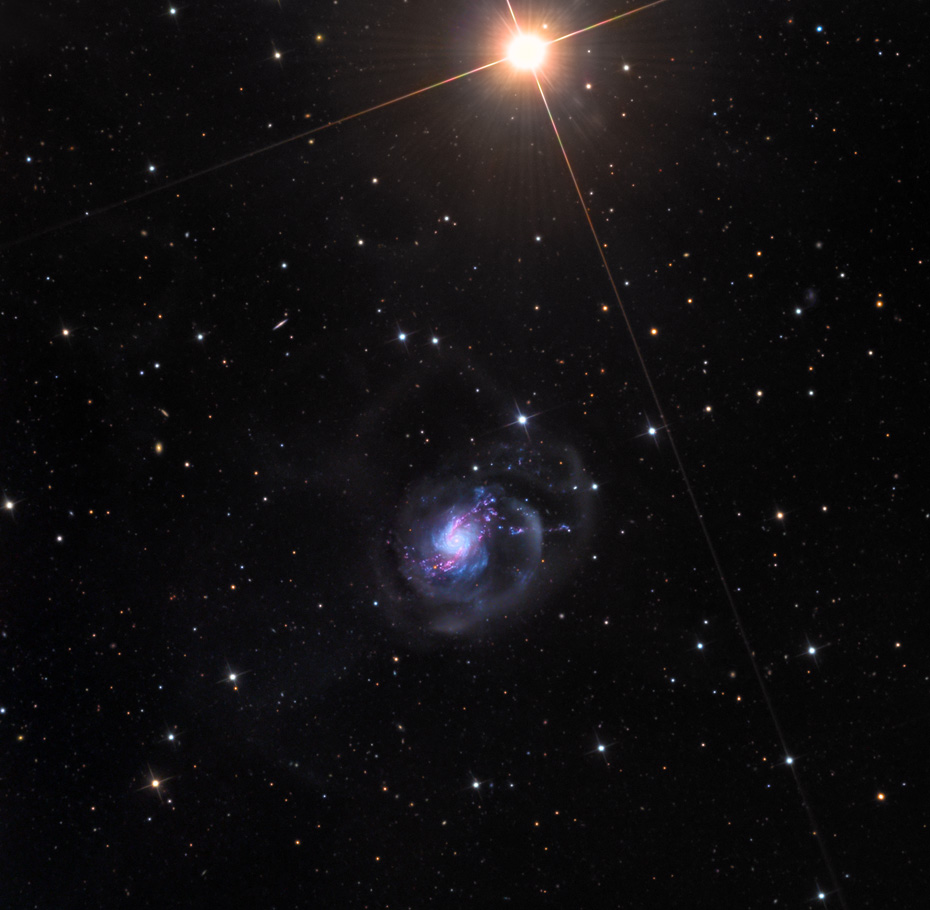
NGC 3310 par Adam Block (Observatoire du mont Lemmon/Université de l'Arizona).

NGC 3310 a été utilisée par Gérard de Vaucouleurs comme une galaxie de type morphologique SA(rs)bc pec dans son atlas des galaxies,.
Certains classent cette galaxie comme une spirale barrée,, mais on ne voit pas de barre sur les images de NGC 3310.

### Un disque entourant le noyau
Grâce aux observations du télescope spatial Hubble, on a détecté un disque de formation d'étoiles autour du noyau de NGC 3310. La taille de son demi-grand axe est estimée à 690 pc (~2250 années-lumière).

## NGC 3310 une galaxie à sursauts de formation d'étoiles

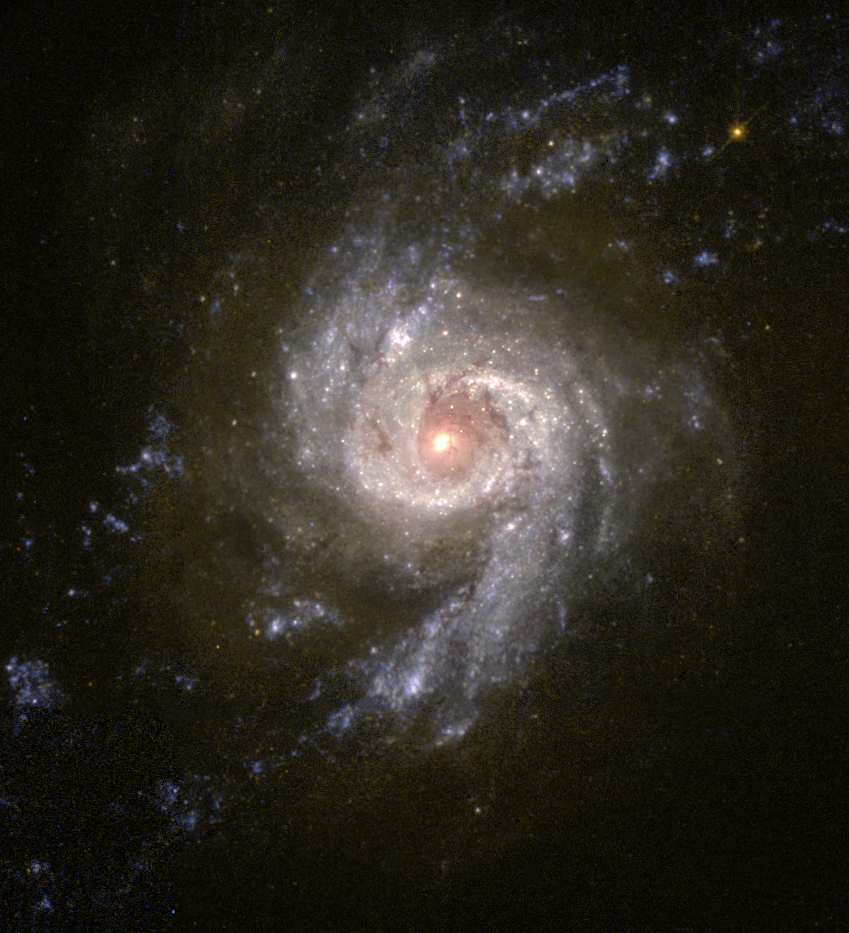
NGC 3310 est un exemple de « galaxie pouponnière » ou « galaxie à sursauts d'étoiles ». Credit : NASA

Il existe des centaines d'amas ouverts d'étoiles dans les bras de la galaxie NGC 3310, comme on peut le voir sur l'image réalisée par le groupe Hubble Heritage Project. Chacun de ces amas d'étoiles représente la formation d'environ un million d'étoiles, processus qui prend moins de 100 000 ans. De plus, des centaines d'étoiles jeunes et lumineuses sont visibles dans toute la galaxie.
Les étoiles bleues d'un amas deviennent plus rouges en vieillissant, car les étoiles massives épuisent rapidement leur combustible et finissent par se transformer en géante rouge. Les astronomes utilisent le télescope spatial Hubble pour perfectionner une technique permettant de déterminer l'historique de l'activité des étoiles dans les galaxies en observant les couleurs des amas d'étoiles. Les mesures des couleurs des amas fournissent des informations sur les températures des étoiles. Étant donné que les jeunes étoiles sont bleues et que les anciennes étoiles sont plus rouges, on peut associer la couleur d'une étoile à son âge, ce qui revient un peu à compter les anneaux d'un tronc d'arbre tombé afin de déterminer l'âge de celui-ci.
Les mesures dans l'image de NGC 3310 prise par le télescope spatial Hubble ont déterminé que les amas présentent une large gamme de couleurs et donc qu'ils ont des âges allant d'environ un million à plus de cent millions d'années. Cela suggère que la phase intense de formation d'étoiles a débuté il y a plus de 100 millions d'années, mais qu'elle se poursuit. On pense que ce processus a été initié par la fusion de NGC 3310 avec une petite galaxie satellite. D'autres études partagent également cette hypothèse d'une fusion avec une galaxie satellite naine,,.
Les observations des amas de NGC 3310 pourraient faire évoluer les théories des astronomes sur les phénomènes de sursauts de formation d'étoiles. On pensait que ces sursauts se produisaient pendant de brèves périodes résultant d'événements catastrophiques comme une collision galactique. Cependant, le large éventail d'âges des amas de NGC 3310 suggère qu'une fois déclenchée, les sursauts peuvent continuer pendant un intervalle prolongé.

## Trou noir supermassif
Selon une étude publiée en 2009 et basée sur la vitesse interne de la galaxie mesurée par le télescope spatial Hubble, la masse du trou noir supermassif au centre de NGC 3310 serait comprise entre 5,0 et 15 millions de {\displaystyle M_{\odot }}.

## Supernova
La supernova SN 1991N a été découverte dans NGC 3310 le 29 mars 1991 par Saul Perlmutter, Carlton R. Pennypacker et leurs collègues de l'université de Californie à Berkeley. Cette supernova était de Cette supernova était de type Ic/b.